# Siphanthera dawsonii
Siphanthera dawsonii är en tvåhjärtbladig växtart som beskrevs av John Julius Wurdack. Siphanthera dawsonii ingår i släktet Siphanthera och familjen Melastomataceae. Inga underarter finns listade i Catalogue of Life.